# Златњик
Златњик (слч. Zlatník) насељено је мјесто са административним статусом сеоске општине (слч. obec) у округу Вранов на Топлој, у Прешовском крају, Словачка Република.

## Становништво
| Година:    | 1994. | 2004.    | 2014.   | 2024.    |
| ---------- | ----- | -------- | ------- | -------- |
| Број људи: | 86    | 76       | 79      | 70       |
| Разлика:   |       | -11,62 % | +3,94 % | -11,39 % |

| Година:    | 2023. | 2024.   |
| ---------- | ----- | ------- |
| Број људи: | 72    | 70      |
| Разлика:   |       | -2,77 % |

Према подацима о броју становника из 2024. године насеље је имало 70 становника.